# Mandino Reinhardt
Pour les articles homonymes, voir Reinhardt.
Mandino Reinhardt est un guitariste de jazz manouche alsacien né le 10 avril 1956.

## Biographie
Guitariste basé à Strasbourg, formé dans la tradition orale et familiale, Mandino Reinhardt est depuis les années 1980, une figure incontournable du jazz manouche. Mandino est un soliste à la forte personnalité, au jeu intériorisé, fin connaisseur de l’œuvre de Django Reinhardt.
Il est également compositeur et enseignant de la guitare et de la musique manouche traditionnelle.
Il participe à deux éditions du Gypsy Swing Festival d'Angers, en 1996 et en 2004.
Il participe à la bande originale du film Swing de Tony Gatlif avec Tchavolo Schmitt. Sa performance d'acteur comme antiquaire malicieux surprend et le film le fait connaître au grand public.

## Discographie
- 1984 : Sweet Chorus : premier disque du groupe Sweet Chorus avec Mandino Reinhardt guitare solo, Sony Reinhardt guitare, Patrick Andresz guitare, Marcel Loeffler accordéon, Ghislain Muller vibraphone, Pierre Zeidler clarinette, Jean-Pierre Demas contrebasse, Oméga studio production, LP vinyle, ref : OM 67055
- 1986 : Mandino Reinhardt et Sweet Chorus : second disque du groupe Sweet Chorus, avec Mandino Reinhardt guitare solo, Sony Reinhardt guitare, Patrick Andresz guitare, Marcel Loeffler accordéon et claviers, Ghislain Muller vibraphone, Jean Luc Miotti contrebasse, Oméga studio production, LP vinyle, ref : OM 6762
- 1994 : Note Manouche : Mandino Reinhardt guitare solo, Marcel Loeffler accordéon, Josélito Loeffler guitare d’accompagnement, Gérald Muller contrebasse, CD LP, Label : Materiali Sonori / Fremaux & associés
- 2002 : Swing, bande originale film de Tony Gatlif, avec Mandino Reinhardt guitare, Tchavolo Schmitt guitare, WEA, CD LP, label, ref : WEA – 0927 44936 2

- 2004 : Digo o divès,  avec Mandino Reinhardt guitare solo, Gautier Laurent contrebasse, Francko Mehrstein, Sony Reinhardt guitare accompagnement, Costel Nitescu violon, Sony Reinhardt chant. CD LP, Label : Le chant du monde, Harmonia Mundi , ref : 274 1226
- 2008 : Le Swing du Luthier, avec Mandino Reinhardt guitare solo, Sony Reinhardt guitare, Anne List contrebasse, Max Marcilly accordéon, Alberto Weiss chant, Costel Nitescu violon, Marcel Loeffler accordéon. Label : autoproduction.

## Filmographie
- 2001 : Swing de Tony Gatlif (DVD et VHS, Montparnasse)